# Jacob Weckmann
Jacob Weckmann (* um 1650 vermutlich in Dresden; † 19. Oktober 1680 in Leipzig) war ein deutscher Organist und Komponist.

## Leben
Jacob Weckmann wurde als Sohn des Musikers Matthias Weckmann geboren. Von Juli 1672 bis zu seinem Tod 1680 wirkte er als Thomasorganist an der Thomaskirche in Leipzig.

## Werke
Nur wenige Werke Jacob Weckmanns sind handschriftlich überliefert, deren Zuschreibung zwar wahrscheinlich, aber nicht gesichert ist. Ausgaben dieser Werke liegen noch nicht vor.

### Geistliche Konzerte
- Ein Tag in deinen Vorhöfen (Psalm 84, V. 11–13)
- Herr, warum trittst Du von ferne (Psalm 10, V. 1–3, 4 verändert, 7, 12–15, 17–18)

### Ehemals zugeschriebene Werke
- Wenn der Herr die Gefangenen zu Zion erlösen wird (Psalm 126). Dieses geistliche Konzert gilt inzwischen als Werk Matthias Weckmanns.[5]

## Diskografie
- Ein Tag in deinen Vorhöfen, in: Civitas Lipsiarum. Musik aus Alt-Leipzig, Ensemble "Alte Musik Dresden", Ltg. Norbert Schuster. (Raumklang, 2002 = Sächsische Musiklandschaften im 16. und 17. Jahrhundert 5).